# Monsieur Chocolat
Monsieur Chocolat (v originále Chocolat) je francouzský životopisný film z roku 2016, který režíroval Roschdy Zem.

## Děj
Rok 1897 v severní Francii. George Footit již dlouhou dobu vystupuje jako klaun v malém venkovském cirkusu Delvaux, ale jeho vtipy už jsou okoukané. Principál cirkusu Théodore Delvaux hledá něco velkolepého a tak má v programu kromě zakrslého muže i černého Rafaela Padillu z Kuby, kterého inzeruje jako kanibala a černošského krále Kananga spolu s jeho šimpanzem Pashou. Footit přesvědčí Padillu, aby s ním vystupoval jako klaunské duo. Přesvědčí Delvauxe, aby jim dal šanci jako „bílý klaun a hloupý August“. Jejich vystoupení měla velký úspěch a tak začali vystupovat jako „Footit a Kananga“ a po krátké době pod názvem „Footit a Chocolat“ a brzy se stali hvězdami cirkusu. Když Joseph Oller z pařížského Nouveau Cirque uviděl jejich představení, angažoval je.
V Paříži se rychle stávají oblíbenci publika a úspěch mají také před filmovou kamerou. Zejména extrovert Padilla začíná milovat luxus. Obklopuje se krásnými ženami, kupuje si auto, drahé obleky a většinu výdělků prohrává v hazardu. Na tiskové konferenci se setkává s ovdovělou zdravotní sestrou Marií Hecquetovou a stane se z nich pár.
Úspěch dua Footit a Chocolat z nich také dělá nepřátele. Veselé duo Ortis a Green se posmívají svým konkurentům a Yvonne Delvaux, jejich bývalý zaměstnavatel, nahlásí Padillu policii, že nemá žádné doklady totožnosti. Padilla je zatčen. Ve vězení se setkává s černošským intelektuálem Victorem, který Padillovou prací pohrdá, protože Chocolat nechá Footita, aby ho pronásledoval v ringu a každé představení ho zmlátí. Padillův úspěch a jeho společenské uznání je pouze zdání. Není to skutečné umění. Padilla je po více než týdnu propuštěn, ale pobyt ve vězení ho změnil. Začne pochybovat o své roli v klaunském duu, už se nesmiřuje s tím, že je placen méně než Footit a odolává reklamním plakátům, které ho stylizují do podoby opice. Footit ho však přesvědčí, že sám by nebyl na pódiu nikým. Když Padilla během představení opustí svou roli a Footit mu dá facku. Padilla ho zmlátí, načež dostane od ředitele cirkusu pokutu.
Padillovým velkým snem je být brán vážně jako umělec. Má rád Shakespeara a Victor mu doporučí, aby hrál Othella v divadle, protože tuto roli dosud nikdy nehrál černoch. Marie Hecquet, která Padillu miluje, mu dá kontakt na ředitele Théâtre Antoine Firmina Gémiera, který s ním chce inscenovat Othella. Krátce poté, Padilla ukončí s Footitem spolupráci. Vrhá se do práce na Othellovi, ale zjistí, že má problémy s textem a prostředím. První novinové články strhají jeho výkon ještě před premiérou a Padilla málem zkolabuje z pochybností o sobě samém. Vzpamatuje se a na premiéře zazáří. Publikum ho však vypíská, aby se vrátil do cirkusu. O něco později je zbit vymahači dluhů z hazardních her, kteří mu pro výstrahu zlomí ruku.
Bordeaux, listopad 1917: Padilla a Marie Hecquet se vzali, ale Padilla je na dně. Má tuberkulózu a pracuje jako brigádník ve venkovském cirkuse. Když mu lékař dá jen pár dní života, Marie informuje Footita, který přijede Padillu naposledy navštívit. Padilla umírá 4. listopadu 1917.

## Obsazení
| Omar Sy                  | Rafael Padilla, řečený Chocolat |
| James Thierrée           | George Footit                   |
| Clotilde Hesme           | Marie Hecquet                   |
| Olivier Gourmet          | Joseph Oller                    |
| Frédéric Pierrot         | Théodore Delvaux                |
| Noémie Lvovsky           | Yvonne Delvaux                  |
| Alice de Lencquesaing    | Camille                         |
| Alex Descas              | Victor                          |
| Olivier Rabourdin        | Firmin Gemier                   |
| Thibault de Montalembert | Jules Moy                       |
| Héléna Soubeyrand        | Régina Badet                    |
| Xavier Beauvois          | Jacques Potin                   |
| Christophe Fluder        | Marval                          |
| Antonin Maurel           | klaun Ortis                     |
| Mick Holsbeke            | klaun Green                     |
| Wilfred Benaïche         | pan Constantine                 |
| John Arnold              | Korsičan                        |
| Denis Podalydès          | Louis Lumière                   |
| Bruno Podalydès          | Auguste Lumière                 |

## Ocenění
- Lumières: dvě nominace v kategorii nejlepší herec (Omar Sy a James Thierrée)
- Globe de Cristal: nejlepší film, nejlepší herec (Omar Sy)
- César: vítěz v kategoriích nejlepší herec ve vedlejší roli (James Thierrée) a nejlepší výprava (Jérémie Duchier), nominace v kategoriích nejlepší herec (Omar Sy), nejlepší filmová hudba (Gabriel Yared) a nejlepší zvuk (Brigitte Taillandier, Vincent Guillon, Stéphane Thibault)